# سوزان ستريت
سوزان ستريت (بالإنجليزية: Susan Straight)‏ (19 أكتوبر 1960، ريفرسايد في الولايات المتحدة)؛ كاتِبة مُتخصِّصة في أدب الأطفال وروائية أمريكية.

## الجوائز
- زمالة غوغنهايم